# El Hadjar (distrito)
El Hadjar é um distrito localizado na província de Annaba, no extremo leste da Argélia.[carece de fontes?]

## Municípios
O distrito consiste em dois municípios:
- El Hadjar
- Sidi Amar